# 苏格兰人报
苏格兰人报 （英語：The Scotsman）是苏格兰爱丁堡发行的一份紧凑型日报，由JPIMedia所有，其姐妹报纸还有《爱丁堡晚报》和《苏格兰周日报》。

## 历史
1817年创建于苏格兰爱丁堡，2004年8月16日之前都是大报刊面。2016年2月发行量为22740份。 纸质印刷占据61.6%的分量，大约14000份。网站Scotsman.com，包括新闻页面、工作页面、财产页面、移动页面和其他版面。
2018年11月，其母公司約翰斯頓出版社（Johnston Press）因破產進入破产管理程序，隨後被JPIMedia收購。

## 画廊

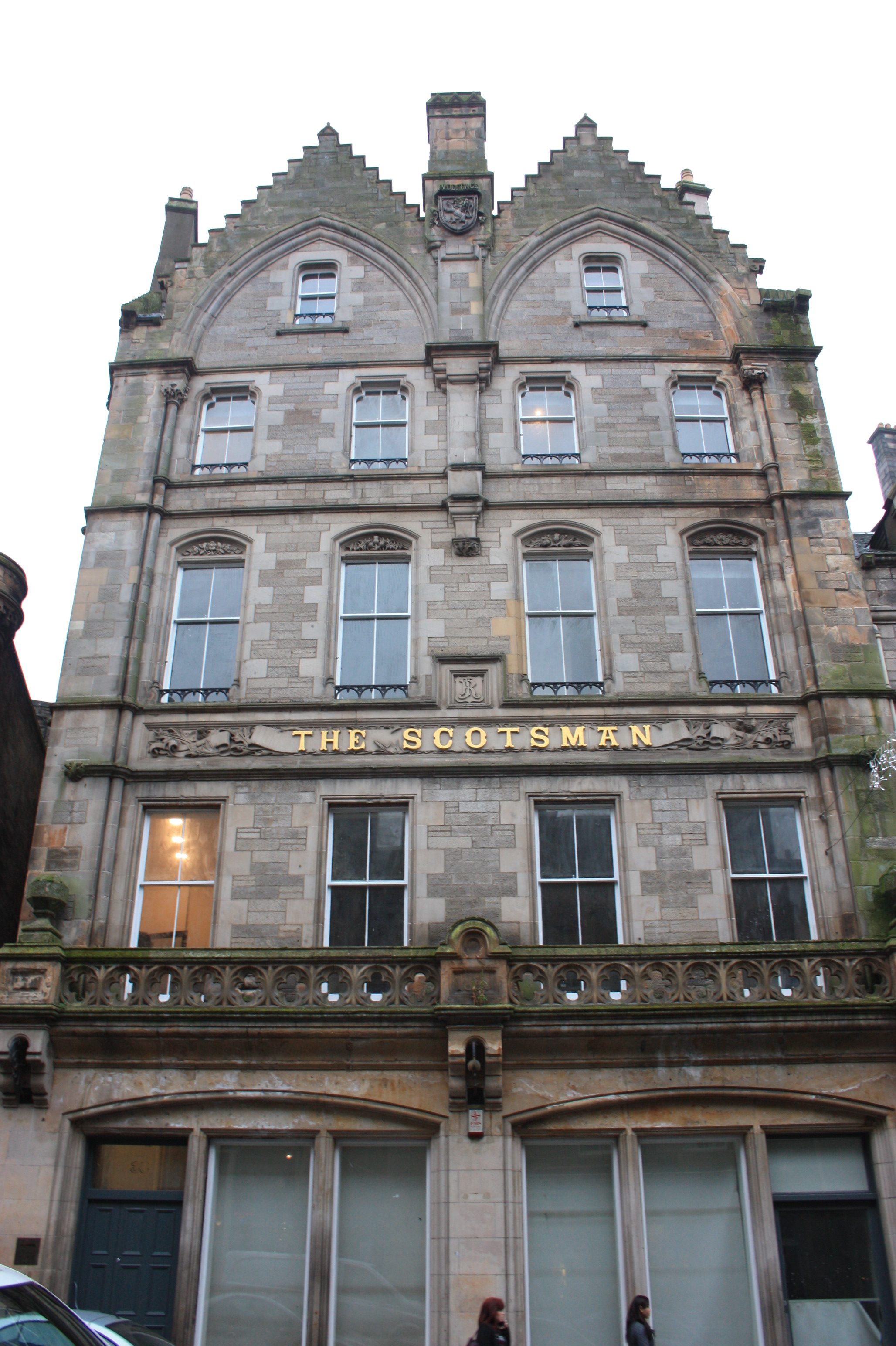
1860年建筑师Peddie和Kinnear修建的苏格兰人报大楼
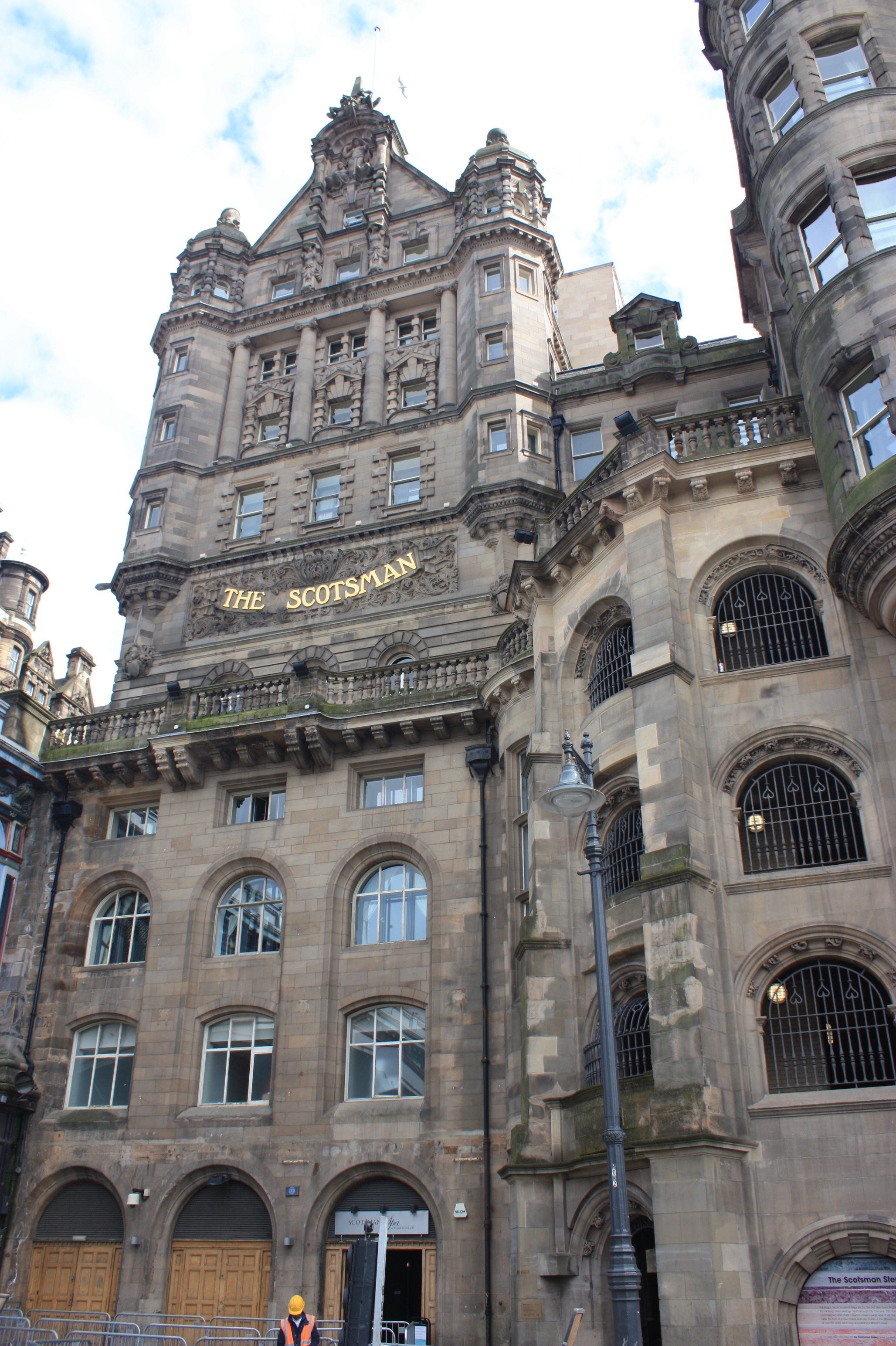
从市场街方向
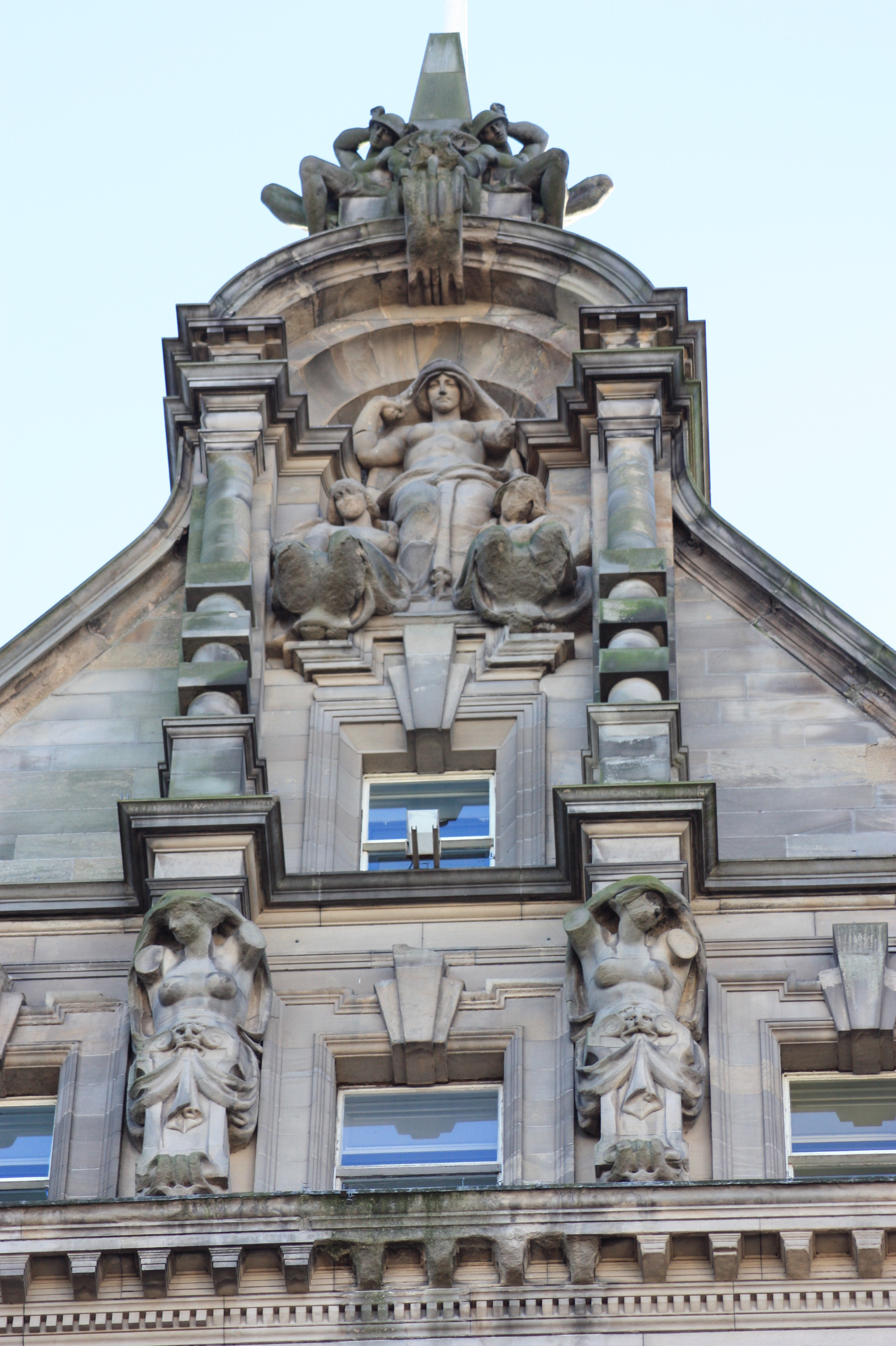
1899年修建的大楼顶尖
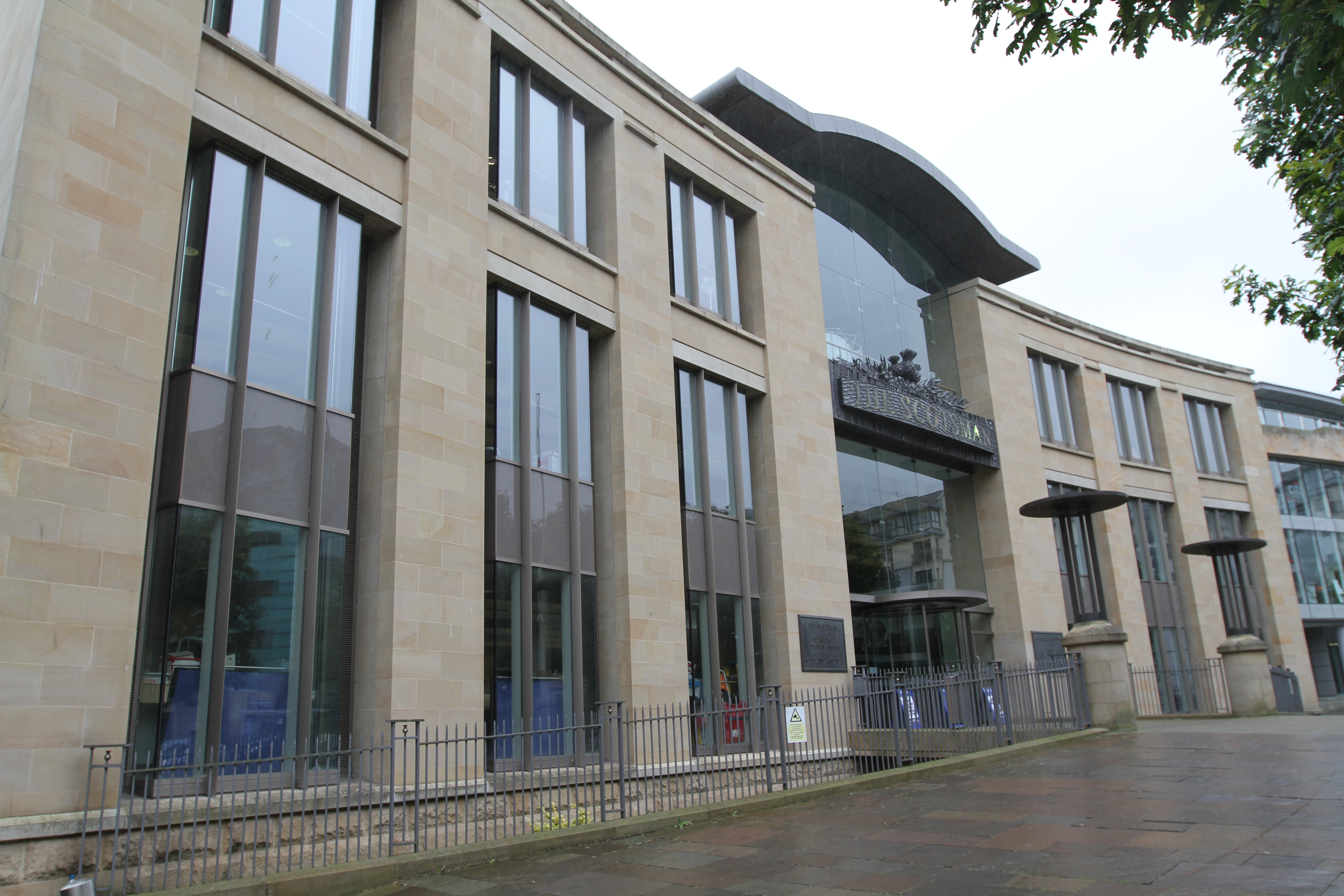
巴克莱大楼，苏格兰人报在爱丁堡曾经的办公室'

## 延伸阅读
- Merrill, John C. and Harold A. Fisher. The world's great dailies: profiles of fifty newspapers (1980) pp 273–79